# 読書発電所

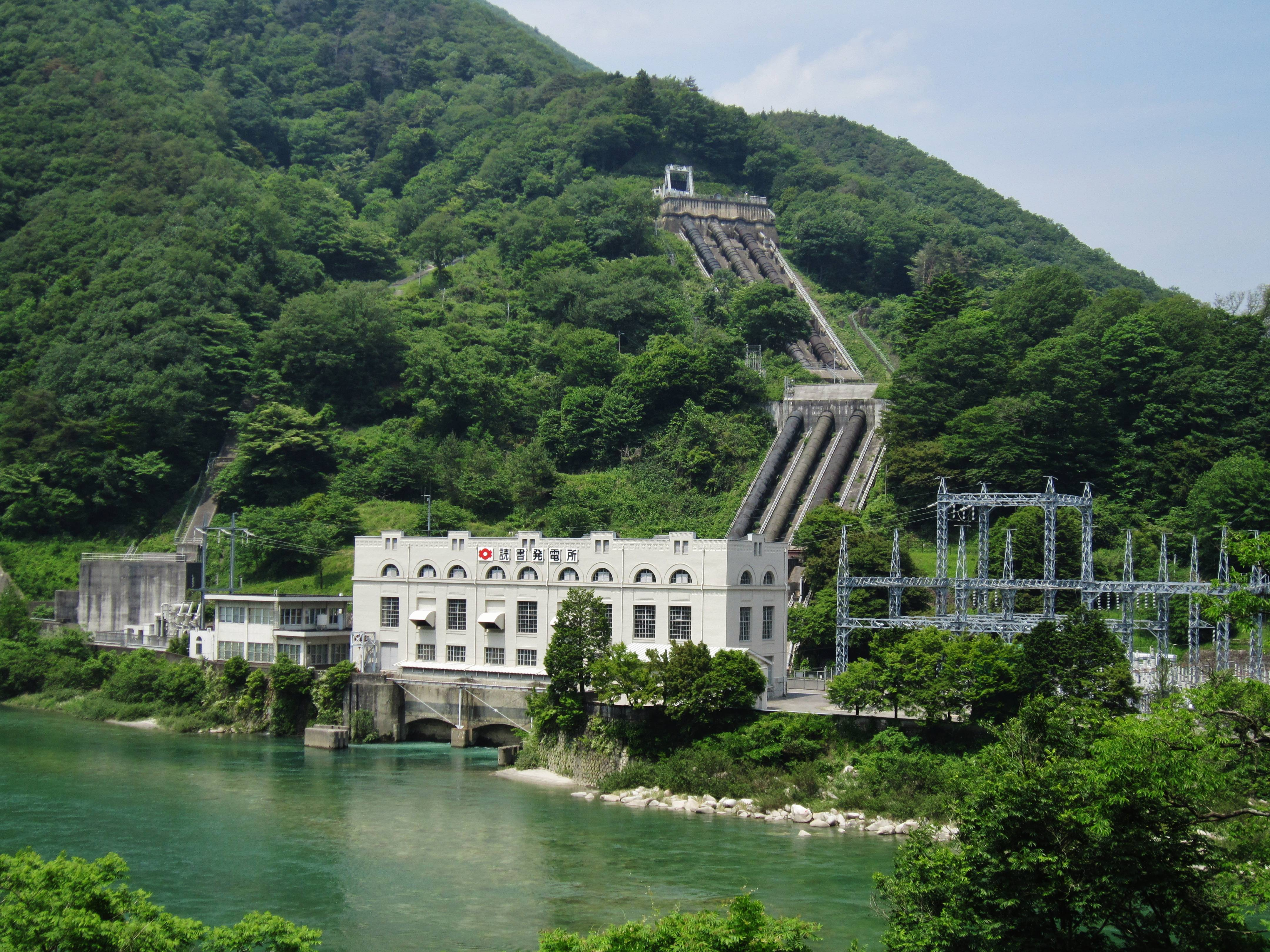
読書発電所本館

1919年（大正8年）から1939年（昭和14年）にかけて存在した大同電力による木曽川水力発電事業の経緯と発電所位置図

読書発電所（よみかきはつでんしょ）は、長野県木曽郡南木曽町読書に位置する関西電力株式会社の水力発電所である。
木曽川本川にある発電所の一つで、読書ダムなどから取水。1923年（大正12年）に建設された地上式発電所と、1960年（昭和35年）に増設された地下式発電所（旧・読書第二発電所）からなり、合計11万9,000キロワットを発電する。
地上式発電所本館を中心とした設備が国の重要文化財や近代化産業遺産に指定されている。

## 設備構成

### 地上式発電所

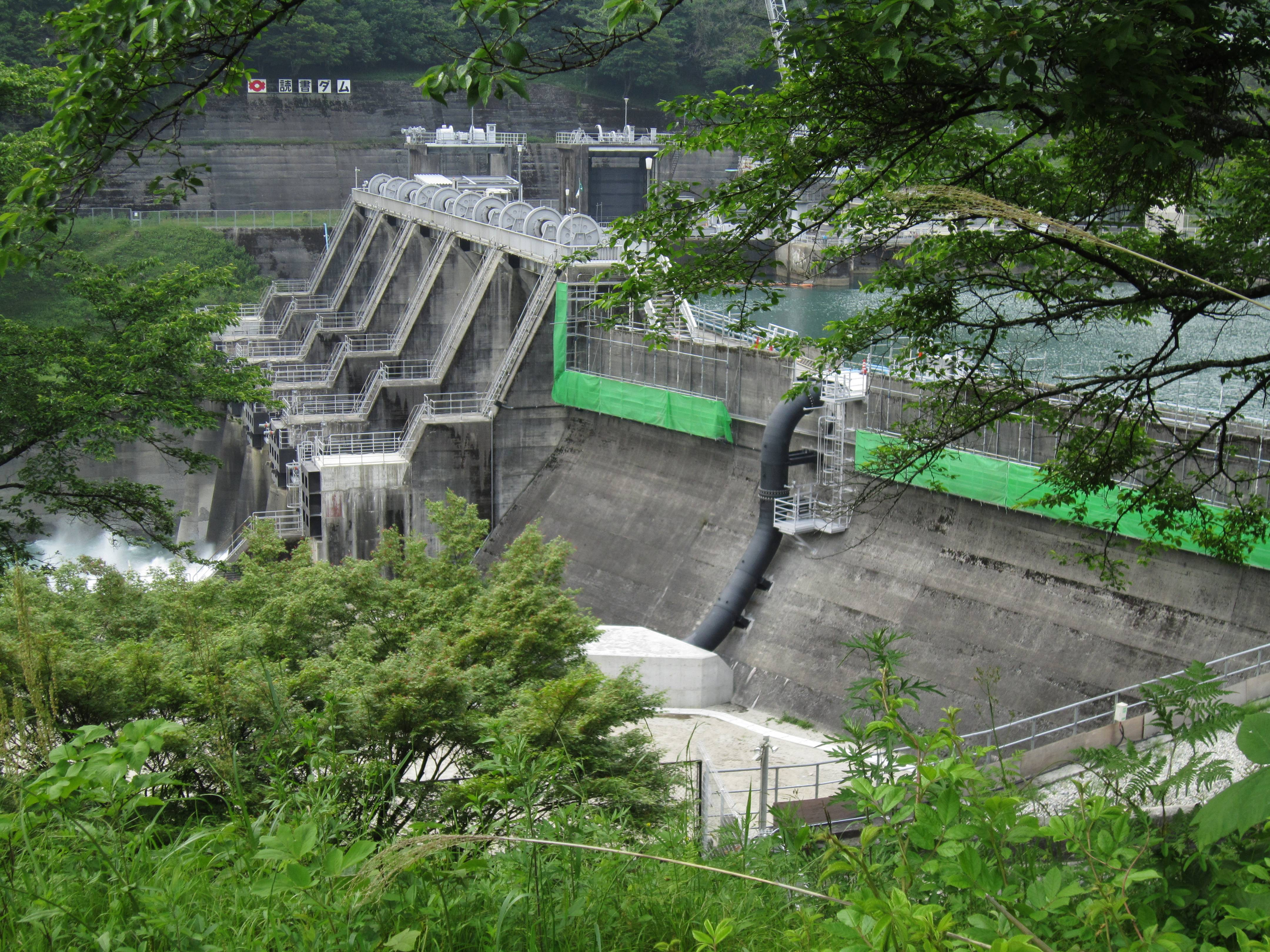
読書ダム

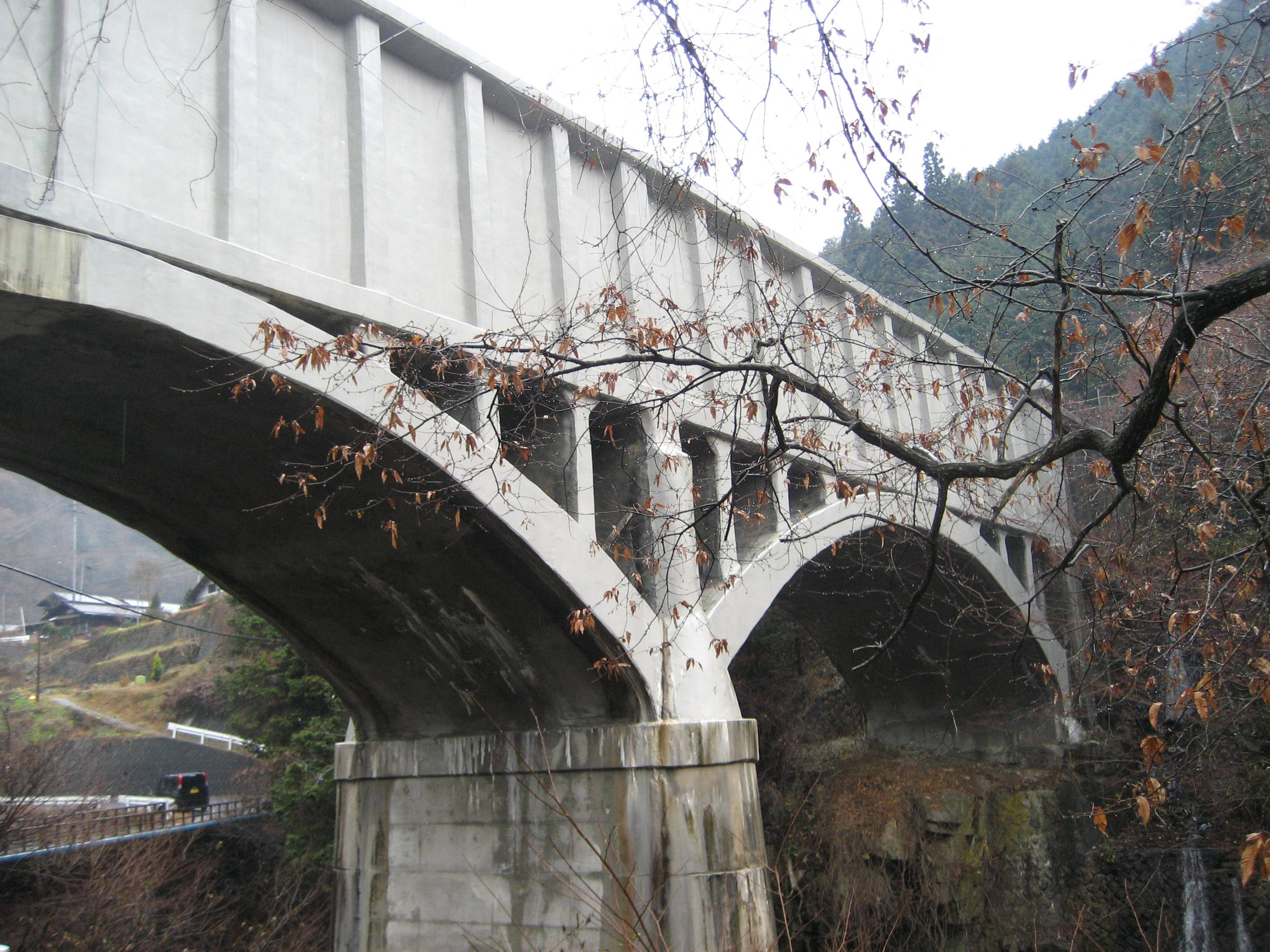
柿其水路橋

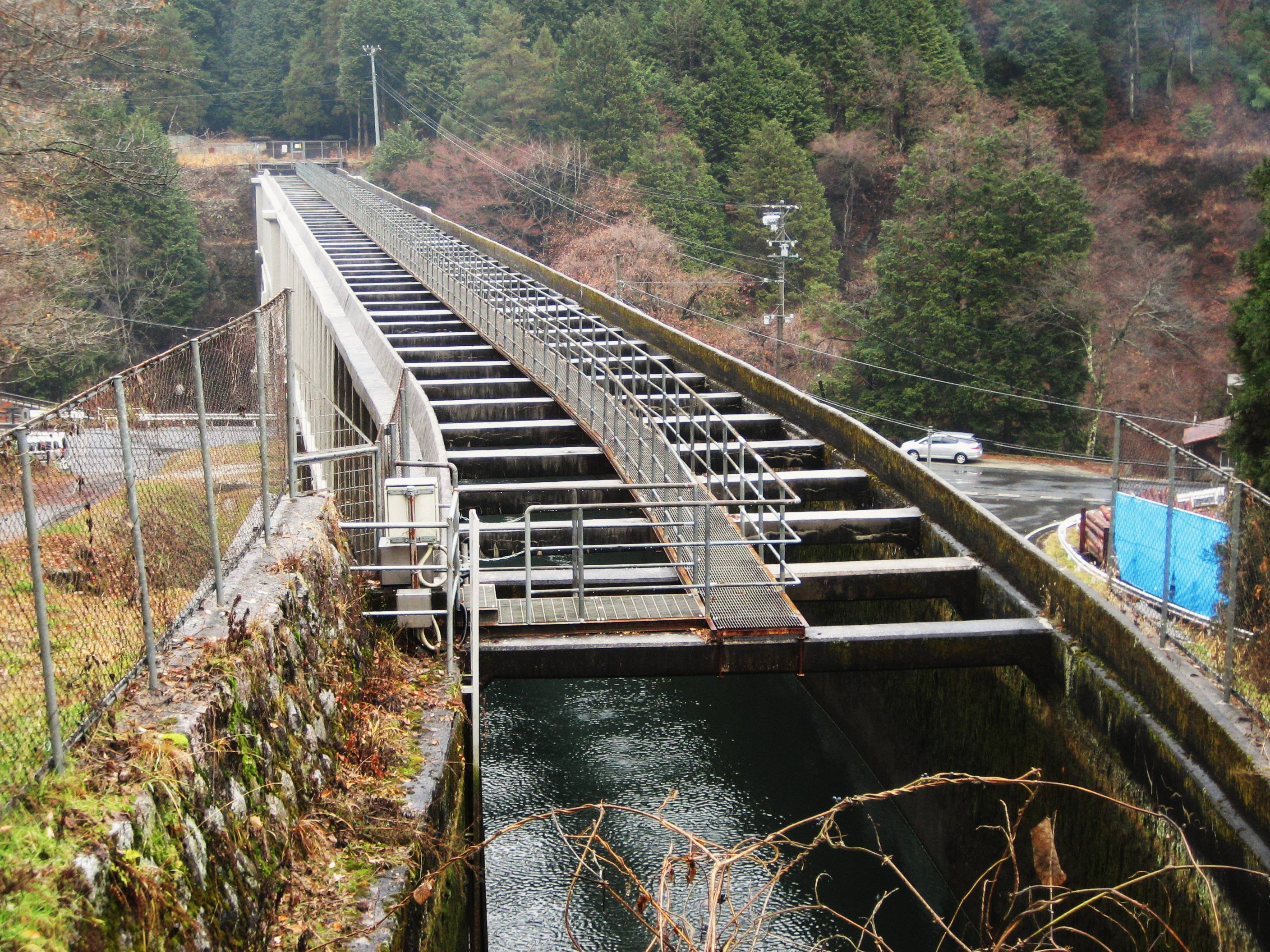
柿其水路橋
（上より）

読書発電所の地上式設備は1923年（大正12年）12月に竣工したもので、最大使用水量45.91立方メートル毎秒・有効落差112.12メートルにて最大4万4,400キロワットを発電する。
木曽川上流にある、読書ダムをメインの取水ダムとする。元はダム上流2.56キロメートル地点に取水堰（高さ6.06メートル・長さ112.72メートル）を設けていたが、1960年（昭和35年）のダム完成に伴って導水路の一部や沈砂池が湛水域内となったため、発電所を運転停止の上で切り替え工事が実施された。工事後の取水は読書ダム右岸に設ける2つの取水口のうちのダム寄り、第一取水口を用いる。
読書ダムの湛水区域内で木曽川に支流阿寺川が合流している。ダム建設以前、取水口から発電所へ至る導水路がこの阿寺川を横断する地点では、取水堰の中を導水路トンネルが通る形とされ、堰左岸の取水口を設けて阿寺川からも取水できる仕組みとされていた。続いて木曽川に合流する支流柿其川（かきぞれがわ）はダムの下流側である。導水路が柿其川を横断する地点は水路橋（柿其水路橋）になっている。この柿其川にも取水堰があり、支水路が水路橋の上流で本水路に合流する。
上部水槽から水車発電機へ水を落とす水圧鉄管は長さ297メートルで3条設置。水車発電機は3組の設置で、水車は立軸単輪単流渦巻フランシス水車を採用し、発電機は容量1万7,000キロボルトアンペアのものを備える。発電所建屋は鉄筋コンクリート構造2階建てで、面積は1,131.2平方メートル。
上記設備のうち、発電所（本館・水槽）ならびに柿其水路橋が「読書発電所施設」の一つとして1994年（平成6年）12月27日付で国の重要文化財に指定された。また双方とも中部山岳地帯の電源開発に関する近代産業遺産群の一つとして経済産業省の「近代化産業遺産」に認定（2007年度）されている。

### 地下式発電所
読書発電所の地下式設備は1960年（昭和35年）11月16日に運転を開始したもので、最大使用水量75.00立方メートル毎秒・有効落差111.89メートルにて最大7万4,600キロワットを発電する。位置は地上式発電所下流側である。
取水は読書ダム右岸に設ける2つの取水口のうちの上流側、第二取水口より行う。ここから発電所へ至る導水路は長さ8.34キロメートル（全線圧力トンネルで構成）で、地上式発電所への導水路の西側（山側）を通る。トンネル終端には高さ54.9メートル・内径15.5メートルのサージタンクを設置。そこに長さ139.3メートルの水圧鉄管を繋ぐ。水車発電機は1組のみの設置で、水車は新三菱重工業（現在の三菱重工業）製の立軸単輪単流渦巻フランシス水車、発電機は三菱電機製の同期発電機（容量8万キロボルトアンペア・周波数60ヘルツ）を採用する。
発電所建屋は地下5階建て。地上には主変圧器などを収める地上2階・地下1階の付属建物があるのみである。

## 歴史

### 水利権獲得と発電所建設

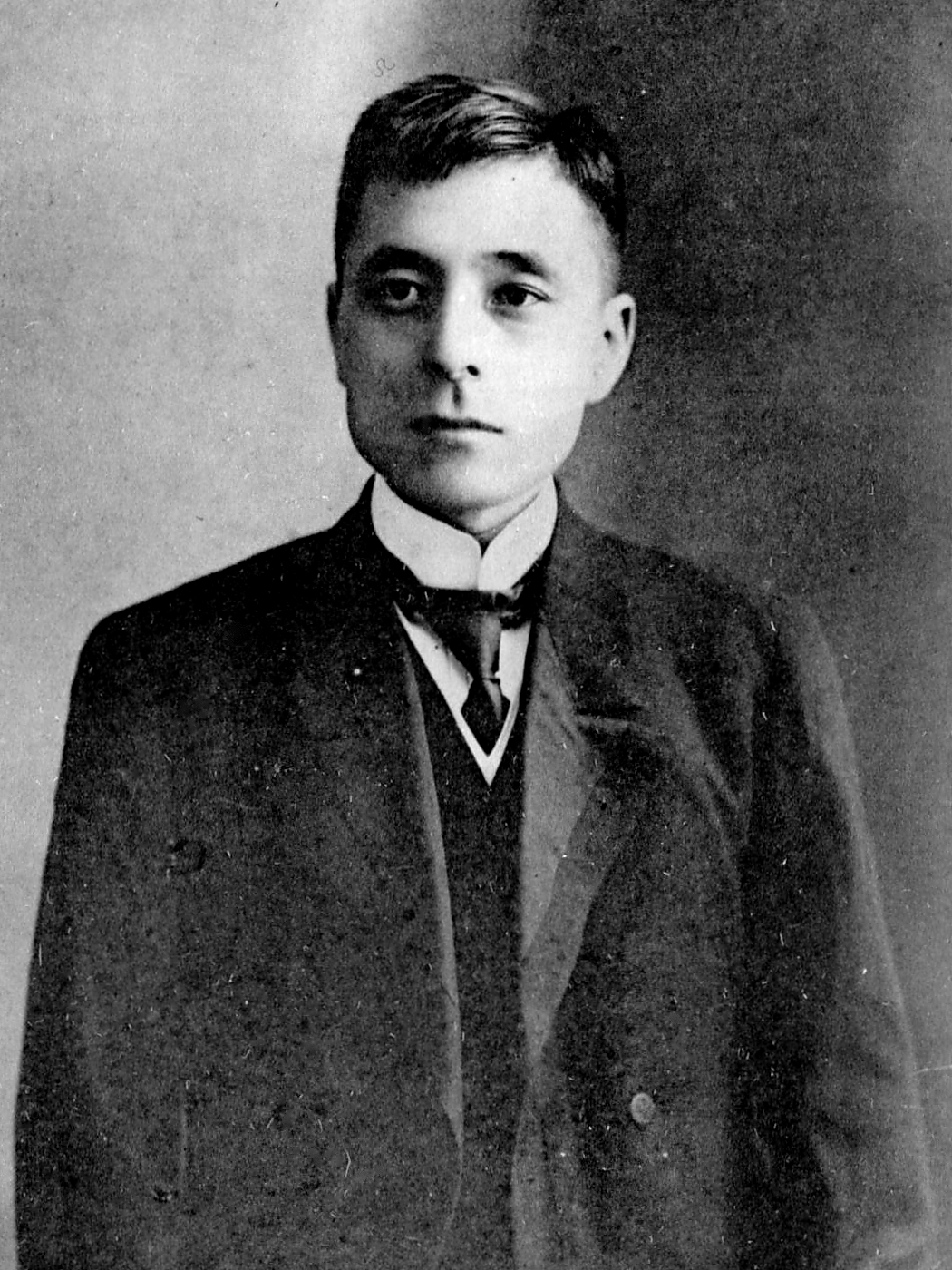
名古屋電灯・木曽電気製鉄・大同電力社長：福澤桃介

読書発電所は、明治・大正期における愛知県名古屋市の電力会社名古屋電灯によって開発が計画された。同社が現在の読書発電所周辺に水利権を得たのは1908年（明治41年）5月にさかのぼる。この段階では水利権の獲得程度にとどまったが、名古屋電灯に後年「電力王」と呼ばれた実業家福澤桃介が乗り込むと開発計画の具体化が進んだ。
1915年（大正4年）10月、名古屋電灯は長野県に対し、使用水量を既許可の900立方尺毎秒（25.04立方メートル毎秒）から1,200立方尺毎秒（33.39立方メートル毎秒）へと増加する申請を行う。さらに翌1916年（大正5年）6月には、読書村（現・南木曽町読書）から田立村（現・南木曽町田立）にかけての引用区間を、「読書」と「賤母」の2地点へと分割・変更するという計画見直しも申請した。このうち読書地点については、1917年（大正6年）11月に水利権が名古屋電灯に許可された。
水利権の許可後、1918年（大正7年）に名古屋電灯から開発部門が木曽電気製鉄（後の木曽電気興業）として独立したため、読書地点の水利権も同社へと移されている。さらに1921年（大正10年）、木曽電気興業は合併によって大同電力となった。大同電力発足後に読書地点の開発が着手され、1921年11月から準備工事が、翌1922年（大正11年）3月からは本工事が始まった。工事中の1922年6月、木曽川本川からの取水を増加し支流阿寺川・柿其川からも新規に取水して使用水量を1,600立方尺毎秒（44.52立方メートル毎秒）へと引き上げる許可を得ている。
1923年（大正12年）12月、読書発電所は竣工し、24日に使用認可を得て運転を開始した。当初の発電所出力は4万700キロワットで、翌年に大井発電所（出力4万2,900キロワット）が完成するまでの短期間ではあるが当時日本で最大の水力発電所であった。主要機器は欧米からの輸入品で、水車はスイス・エッシャーウイス製、発電機はアメリカ合衆国のウェスティングハウス・エレクトリック製のものを導入。送電線は木曽川筋から大阪府へと至る「大阪送電線」が接続し、読書発電所の発生電力は須原・大井両発電所の発生電力とともに関西地方へと送電された。

### 建設後の変遷
1934年（昭和9年）5月、読書発電所では設備能力に余裕があることから使用水量を1,650立方尺毎秒（45.91立方メートル毎秒）へと引き上げる許可を得た。水量増加に伴って翌1935年（昭和10年）5月には発電所出力が4万2,100キロワットへ増強されている。
発電所の周波数設定は60ヘルツであるが、関東地方向けの電源に故障・異常渇水などが発生した際に読書発電所も関東送電用に投入できるよう設備を50ヘルツ・60ヘルツ両用に改修する周波数変更工事が1938年（昭和13年）3月に完成した。周波数変更は調速機の部品を一部取り替えるだけで可能となったが、50ヘルツ運転時は水車能力低下や発電機電圧低下などのため発電所出力が最大2万6000キロワットに制限される。
1939年（昭和14年）4月1日、電力国家管理の担い手として国策電力会社日本発送電が設立された。同社設立に関係して、大同電力は「電力管理に伴う社債処理に関する法律」第4条・第5条の適用による日本発送電への社債元利支払い義務継承ならびに社債担保電力設備（工場財団所属電力設備）の強制買収を前年12月に政府より通知される。買収対象には読書発電所など14か所の水力発電所が含まれており、これらは日本発送電設立の同日に同社へと継承された。
太平洋戦争後、1951年（昭和26年）5月1日実施の電気事業再編成では、読書発電所はほかの木曽川の発電所とともに供給区域外ながら関西電力へと継承された。日本発送電設備の帰属先を発生電力の主消費地によって決定するという「潮流主義」の原則に基づき、木曽川筋の発電所が関西電力所管となったことによる。

### 再開発とその後
発足後の関西電力では、使用水量が少なく豊富な木曽川の水量を活かしきれていない古い発電所の再開発に着手した。その第一号として山口発電所が完成（1957年）すると、早急に着手可能として次に読書発電所に関する再開発を始めることとなった。再開発の初期計画では、読書発電所の既設木曽川取水堰を嵩上げして設備を増設するという水路式発電所増設計画が考案されたが、その後ダムを持つ調整池式発電所へと計画が改められた。その結果建設されたのが読書ダムであり、1958年（昭和33年）8月1日に着工、1960年（昭和35年）10月8日に湛水を開始した。
一方発電所の増設については、当初計画では既設地上式発電所の上流約300メートル付近に半地下式発電所として設置される予定であったが、地形・地質の関係から下流側へと改められ、さらに工事の都合上地下式発電所に変更された。関西電力では黒部川第四発電所に続く2番目の地下式発電所である。発電所はダム湛水に続いて1960年10月14日に通水を開始し、11月16日より営業運転に入った。当時の最大使用水量は73.00立方メートル毎秒で、有効落差112.16メートルを得て最大7万キロワットを発電した。なお新発電所は建設当初「読書第二発電所」と称したが、1965年（昭和40年）6月1日付で読書発電所に統合された。
地上式発電所については、1998年（平成10年）2月に老朽化設備の更新工事が完成し、使用水量はそのままに出力が2,300キロワット増強された。更新後の水車は三菱重工業製である。前述の通り1994年（平成6年）12月に本館建物が国の重要文化財に指定されていたため、更新工事に際しては建物外観をそのまま保存している。地下式発電所については、2004年（平成16年）3月に発電所出力が2,700キロワット増強され（使用水量・有効落差は変更なし）、次いで2014年（平成26年）8月に1,900キロワット引き上げられた。これらの結果、読書発電所の発電所出力は計11万9,000キロワットとなっている。

## 周辺
中央自動車道・中津川インターチェンジから国道19号を木曽地域・松本市方面に向かって進み、山口ダムを過ぎて間もなく、対岸に読書発電所を見ることができる。その先のJR中央本線・南木曽駅付近には、木曽川に架けられた「桃介橋」がある。大正時代に読書発電所建設のために架けられた木製の橋で、長い年月を経て老朽化していたところを、1993年（平成5年）に復元された。周辺は公園として整備され、桃介橋も実際に歩いて渡ることができる。付近には福澤桃介が1919年（大正8年）に建てた別荘があり、読書発電所のほか大井発電所といった木曽川開発の基地としても機能していた。現在は「福沢桃介記念館」として、当時の貴重な資料とともに内部を公開している。隣接する山の記念館と併せて有料で見学できる。

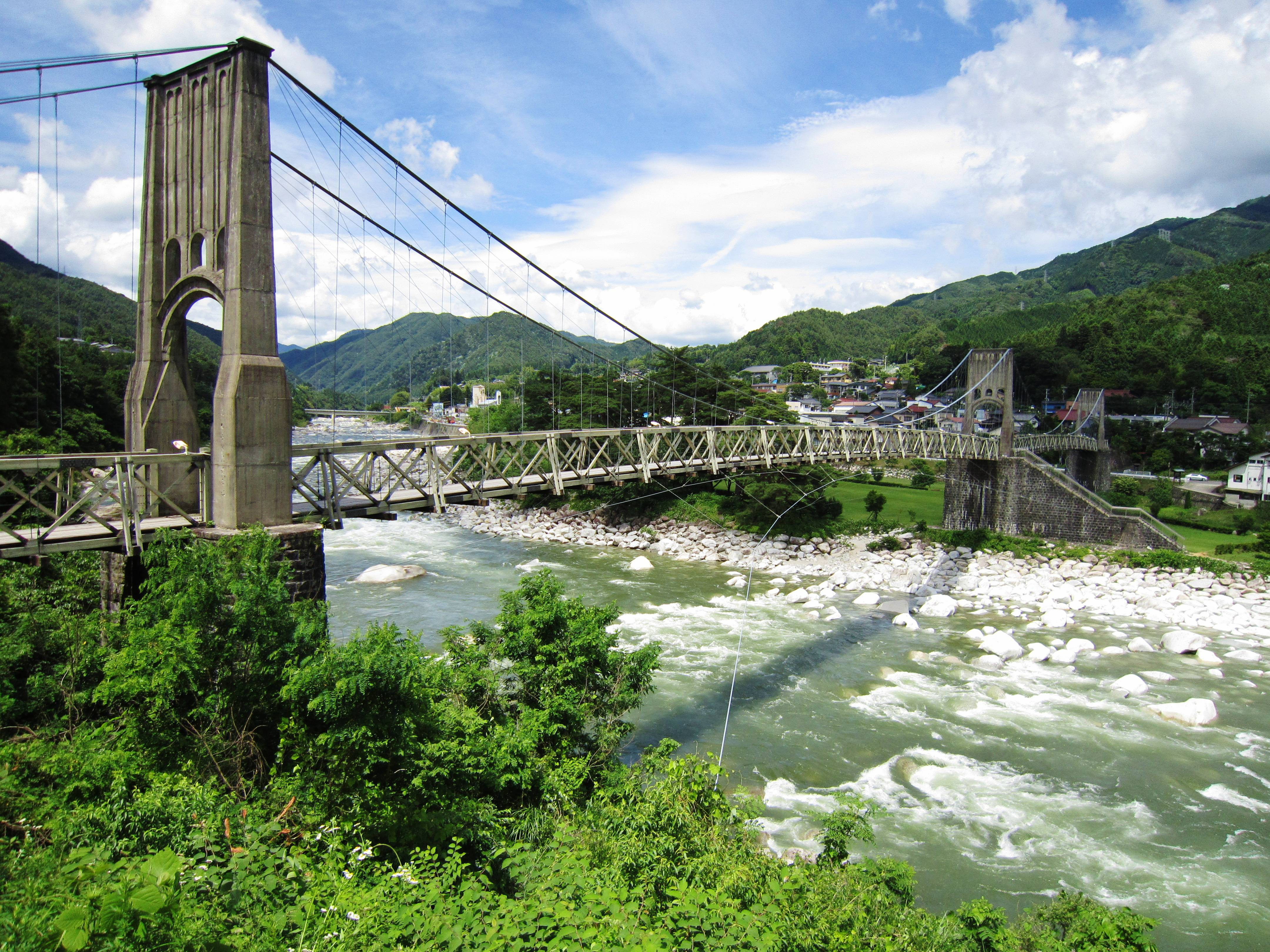
桃介橋
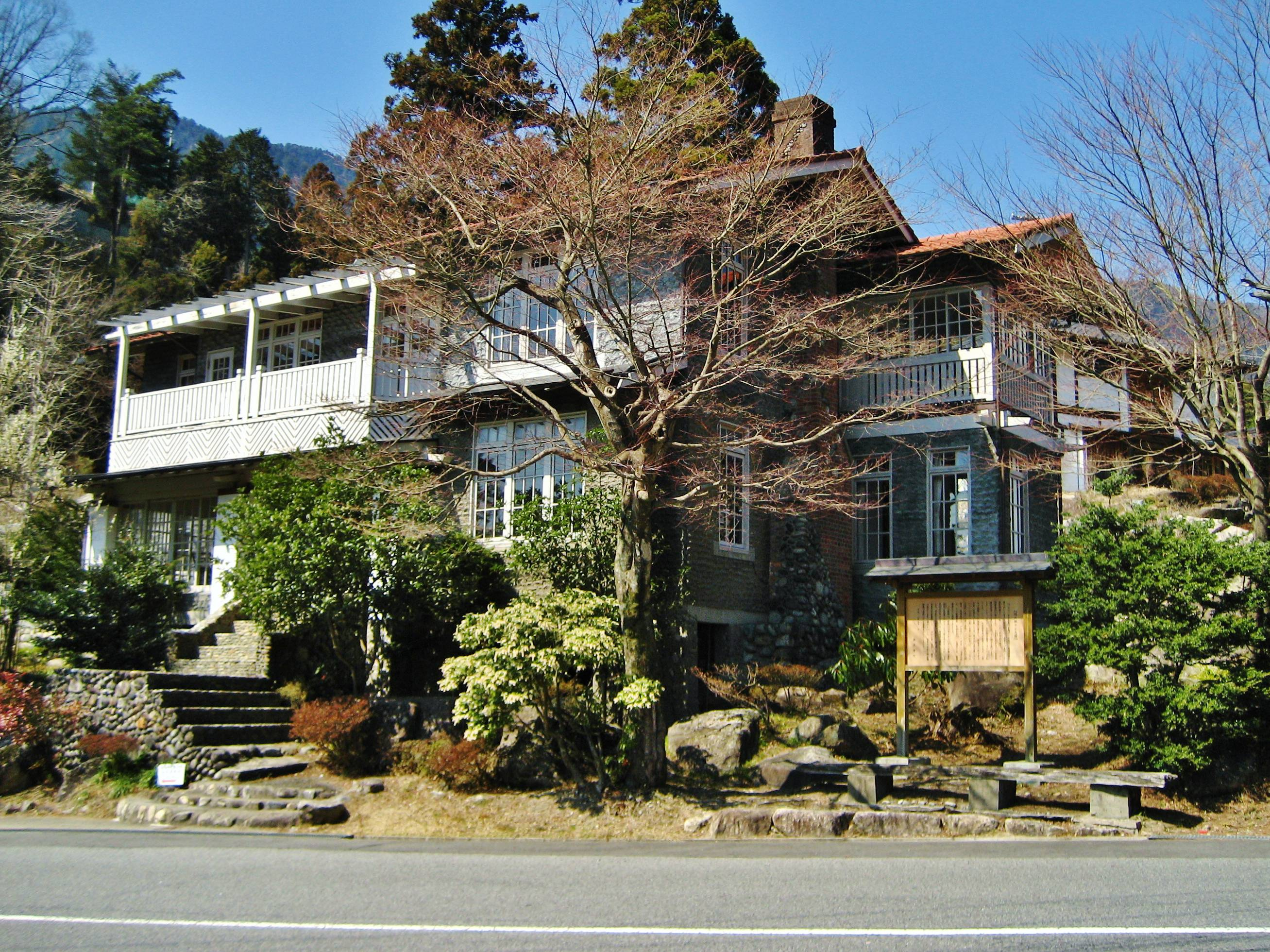
福沢桃介記念館